# Sitalcina granita
Sitalcina granita is een hooiwagen uit de familie Phalangodidae.